# Addio, addio
Chansons ayant remporté le Festival de Sanremo et chansons représentant l'Italie au Concours Eurovision de la chanson
Al di là
(1961) Uno per tutte
(1963)
Addio, addio (« Adieu, adieu ») est une chanson écrite par Franco Migliacci et composée par Domenico Modugno et interprétée par le chanteur italien Claudio Villa en 1962. 
La chanson a été sélectionnée pour représenter l'Italie au Concours Eurovision de la chanson 1962.

## À l'Eurovision
C'est la chanson ayant été choisie pour représenter l'Italie au Concours Eurovision de la chanson 1962 qui se déroulait le 18 mars à Luxembourg, au grand-duché du Luxembourg, après avoir remporté le 12e Festival de Sanremo le 18 février 1962. Comme d'habitude au Festival de Sanremo, la chanson y est interprétée à deux reprises par deux artistes différents, Claudio Villa et Domenico Modugno.
Elle est intégralement interprétée en italien, langue nationale de l'Italie, comme le veut la coutume avant 1966. L'orchestre est dirigé par Cinico Angelini.
Il s'agit de la quinzième chanson interprétée lors de la soirée, suivant Petit Bonhomme de Camillo Felgen pour le Luxembourg et précédant Dis rien de François Deguelt qui pour Monaco. 
À l'issue du vote, elle obtient 3 points et se classe 9e sur 16 chansons,.

## Liste des titres
| A. | Addio, addio                | Franco Migliacci, Domenico Modugno |  |
| B. | Quando il vento d'aprile... | Salvatore Palomba, Antonio Vian    |  |

## Classements

### Version de Domenico Modugno
| Classement (1962)        | Meilleure position |
| ------------------------ | ------------------ |
| Italie (Musica e dischi) | 2                  |

| Classement (1962)        | Meilleure position |
| ------------------------ | ------------------ |
| Italie (Musica e dischi) | 39                 |

### Version de Claudio Villa
| Classement (1962)        | Meilleure position |
| ------------------------ | ------------------ |
| Italie (Musica e dischi) | 4                  |

## Historique de sortie
| Pays   | Date | Format   | Label |
| ------ | ---- | -------- | ----- |
| Italie | 1962 | 45 tours | Cetra |
| France | 1962 | 45 tours | Cetra |